# Chlorameisensäureisobutylester
Chlorameisensäureisobutylester (auch Isobutylchlorformiat, kurz: IBCF) ist eine chemische Verbindung aus der Gruppe der Chlorameisensäureester.

## Gewinnung und Darstellung
IBCF wurde erstmals 1880 von Bruno Röse rein hergestellt. Frühere Versuche deutscher Chemiker führten nur zu verunreinigten Produktsubstanzen. Die triviale Synthese besteht im Sättigen von Isobutanol mit Phosgen. Das Rohprodukt wird durch Waschen mit Wasser und Destillation gereinigt. Statt Phosgen kann im Labor auch das leichter handhabbare Diphosgen genutzt werden.

## Eigenschaften
Mit Wasser zersetzt sich IBCF zu Chlorwasserstoff, Kohlenstoffdioxid und Isobutanol.

## Sicherheitshinweise
IBCF hat einen Flammpunkt von 27 °C.